# Gomenasai
«Gomenasai» (japonés: Perdóname) es una canción del álbum en inglés Dangerous and Moving del dúo ruso t.A.T.u., publicado en abril de 2006, La canción fue escrita y producida por Martin Kierszenbaum, originalmente fue lanzada en mayo de 2006 por Interscope, la canción no estaba originalmente hecha para ser sencillo del álbum ya que t.A.T.u. no estaba de acuerdo, esto desencadenó conflictos con la disquera e hizo que "Gomenasai" fuera el último sencillo lanzado con su disquera Interscope/Universal.
Musicalmente, la canción es una balada pop con influencias de música electrónica. Líricamente tiene que ver con el grupo diciendo "lo siento" una hacia la otra, usando la palabra japonesa "Perdóname", de ahí el título. "Gomenasai" recibió críticas mixtas a favorables de los críticos de música, quienes sintieron que era dulce y una de las mejores canciones del grupo hasta la fecha, mientras que otros creyeron que era similares a otras baladas. La canción no fue emitida en la mayoría de los países, y tuvo un éxito moderado en las listas de música.

## Vídeo musical
En el video se muestran las caras de Yulia y Lena Katina, mientras cantan, también salen fotos de estatuas antiguas. El director de aquel video cuales fue Hype Williams, quien rodó el video durante marzo de 2006, el Jardín Botánico de Los Ángeles. Además, para la canción fue hecho un segundo vídeo, difundido por televisión en varios países, esta segunda versión es un anime, en el cual aparece Volkova batallando con unos robots y salva a Lena de la cárcel.
La canción Happy Birthday del grupo utilizó muestras de Gomenasai. Flipsyde actuó junto a t.A.T.u. en Alemania, aunque en el vídeo Happy Birthday t.A.T.u. no han aparecido.

### Vídeo
El vídeo comienza con Yulia acostado en su habitación, pensando en Lena, pero sin saberlo ella, que estaba siendo cuidadosamente vigilado por un pequeño robot. Yulia observa mientras Lena está siendo llevado por un robot más grande. Yulia luego cambia de ropa y equipa a sí misma con las armas, luego se va a iniciar su coche. Mientras que Julia está conduciendo el coche, ella se entera de que está siendo arrastrado por robots. Uno de los robots dispara a su coche con un misil causando que Yulia pierda el control de su coche y haciendo que se volcara, Yulia logra escapar y matar a los robots al hacer estallar su coche presionando un botón en la cintura. Mientras tanto Lena se encuentra atrapada en la cárcel por un enemigo. Yulia rompe el interior de la fortaleza del enemigo y los derrota.

## Lista de pistas
Maxi CD-Single
- Gomenasai
- Cosmos (She Wants Revenge Remix) (Remix by She Wants Revenge)
- Craving (I Only Want What I Can’t Have) (Bollywood Mix) (Remix by Jatin Sharma, Male vocals by Amitabh Bhattacharya and Joi)
- Gomenasai (Video)

2-Track Edition
- Gomenasai
- Cosmos (She Wants Revenge Remix)

Single Version
- Dave Aude Extension Club Vocal
- Dave Aude Extension Club Edit
- Dave Aude Extension Club Dub
- Dave Aude Mixshow
- Exacta Club Extended Mix chucha
- Exacta Mix
- Video Remix

## Posiciones
| País                     | Posición |
| ------------------------ | -------- |
| Alemania - Top 40        | 30       |
| Argentina Top 40         | 33       |
| Austria - Top 75 Singles | 47       |
| Euro Chart 200           | 117      |
| Europa Singles Chart     | 59       |
| Letonia Airplay Chart    | 11       |
| Mexico MTV Norte         | 2        |
| Polonia                  | 3        |
| Rusia Airplay TopHit 100 | 7        |
| Taiwán - Top 10          | 2        |
| Tokio Hot 100            | 25       |